# 연료 분사

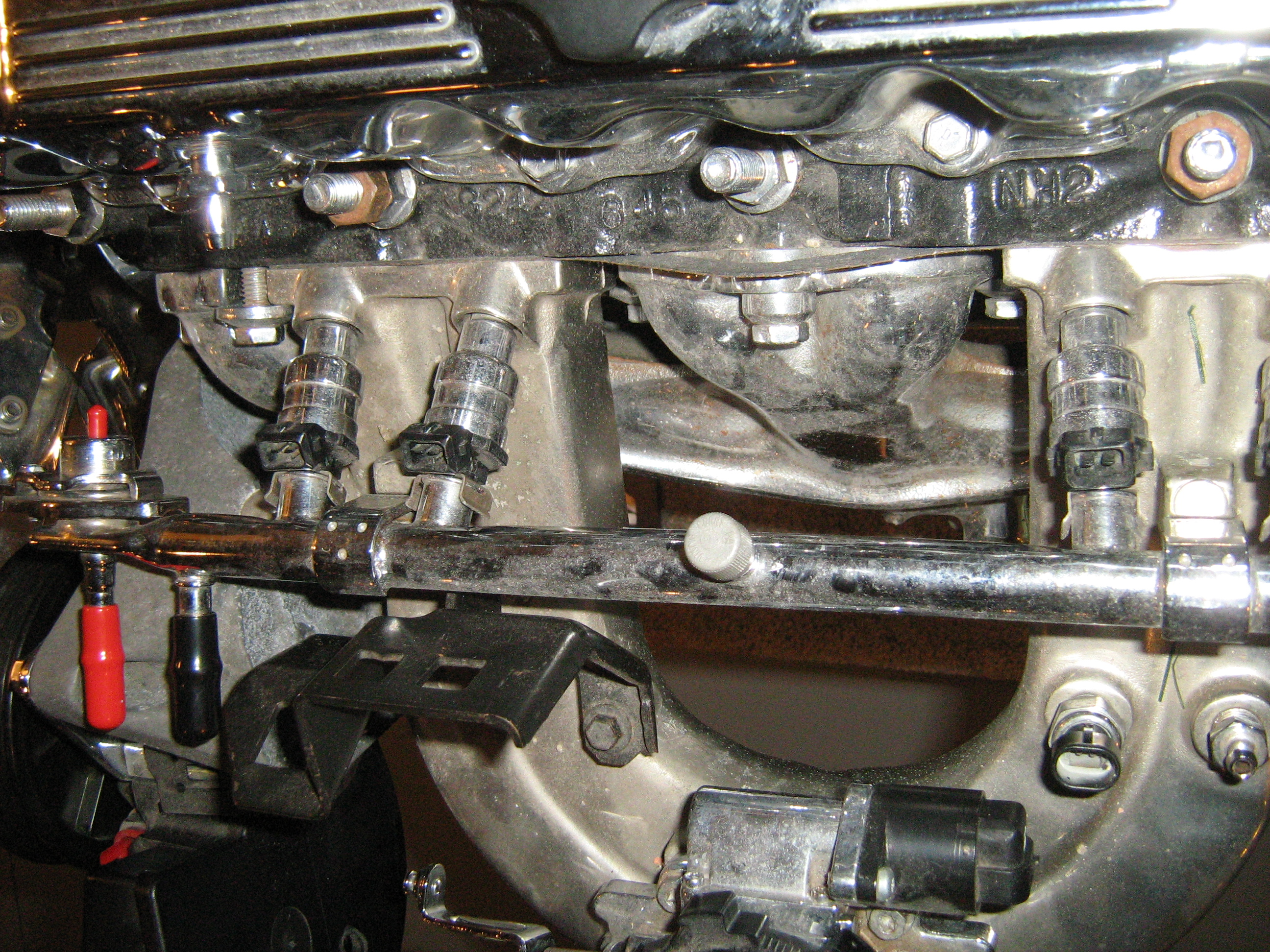

연료 분사는 내연 기관 속으로 연료를 공급하는 것을 말한다. 
모든 디젤 엔진은 설계에서 연료 분사를 사용한다. 가솔린 기관은 연료가 직접 연소실로 전달되는 가솔린 직접 분사 또는 연료가 흡기 행정 전에 공기와 혼합되는 간접 분사를 사용할 수 있다. 
가솔린 기관에서는 연료 분사가 1980년대 이후부터 기화기를 대체했다. 기화기와 연료 분사의 주요 차이점은 기화기가 공기를 연료로 끌어들이기 위해 벤투리 튜브를 통해 가속된 흡입 공기가 생성한 흡기에 의존하는 반면 연료 분사는 고압에서 작은 노즐을 통해 연료를 원자화한다는 점이다. 

## 같이 보기
- 다중 연료 분사(multi-point fuel injection; MPFI)
- 인젝터